# Josef Czech
Josef Czech (*  12. April 1891 in Raase, Österreich-Ungarn; † unbekannt) war ein sudetendeutscher Jurist und Landrat.

## Leben und Wirken
Nach dem Schulbesuch des Gymnasiums in Troppau in den Jahren von 1904 bis 1912 studierte Czech Rechts- und Staatswissenschaften an der Universität Wien bis 1916. Von Februar bis Juli 1917 absolvierte er das Referendariat beim Kreisgericht in Troppau, an dessen Ende er am 18. Juli 1917 in den Staatsdienst bei der Bezirkshauptmannschaft in Troppau übernommen wurde. Nach der Gründung der Tschechoslowakei wurde Czech am 17. Juni 1919 zum Regierungsbeamten ernannt. Er trat in der Folgezeit keiner politischen Partei bei. Erst nach der im Oktober 1938 erfolgten Besetzung der Grenzgebiete der Tschechoslowakei durch das Deutsche Reich und der Bildung des Reichsgaus Sudetenland wurde er politisch aktiv und trat wie der Großteil der sudetendeutschen Beamten der Nationalsozialistischen Deutsche Arbeiterpartei (NSDAP) bei. Er wurde speziell Mitglied des Opferringes der NSDAP.
Czech wurde im Oktober 1938 in das deutsche Beamtenverhältnis übernommen und war in verschiedenen Bezirkshauptmannschaften bzw. daraus hervorgegangenen Landratsämtern des Sudetenlandes tätig. Am 11. November 1939 wurde er zum Regierungsrat ernannt, nachdem er seit Ende Oktober 1939 als Vertreter des größtenteils abwesenden Landrates Gerhard Hanke im Landkreis Troppau eingesetzt worden war. Am 15. Mai 1943 wurde er zum Oberregierungsrat bei der Regierung Troppau befördert. Im November 1943 folgte er dem Ruf in den Landkreis Jägerndorf, wo er zeitweise die Stelle des erkrankten Landrats einnahm. Nach dessen Genesung kehrte er zurück nach Troppau und vertrat den Landrat erneut im Mai 1944 in Jägerndorf. Zuletzt war Czech bis Mai 1945 Landrat in Troppau.